# Exeter Chiefs
El Exeter Rugby Club es un equipo británico profesional de rugby con sede en la ciudad de Exeter (Inglaterra) y que disputa la Premiership Rugby, la máxima competición de rugby en aquella nación.

## Historia
Aunque el club fue creado en 1871, la mayoría de la historia del club ha transcurrido en las categorías inferiores del rugby inglés, siendo un club no profesional. La ambición de Exeter Chiefs por convertirse en un club profesional y por alcanzar la máxima categoría se limita a las últimas temporadas.
Del mismo modo que el club debuta esta temporada en la Premiership, también debuta en competiciones europeas, concretamente en la European Challenge Cup, y participará además en la Anglo-Welsh Cup.

### Década de 2000
La época gloriosa del club llegó con la actual década. Ganó la Copa anglo-galesa en la edición 2013–14, luego resultó subcampeón de la liga 2015–16 y en la siguiente resultó campeón.
En 2020 se proclama contra todo pronóstico campeón de la Champions Cup 2019-20 ante Racing 92 por el resultado final de 31-27 ,en un partido que se disputó a puerta cerrada en el estadio de Ashton Gate de Bristol, debido a la pandemia sanitaria del COVID-19.

## Palmarés

### Torneos internacionales
- Copa de Campeones de Europa (1): 2019-20

### Torneos nacionales
- Premiership Rugby (2): 2016–17, 2019-20
- Premiership Rugby Cup (1): 2022-23
- Anglo-Welsh Cup (2): 2013-14, 2017-18
- RFU Championship (1): 2009-10
- National League 1 (1): 1996-97
- National League 2 (1): 1995-96
- Subcampeón Premiership (4): 2015–16, 2017–18, 2018–19, 2020-21